# Charles Sands
Charles Edward Sands, nacido el 2 de diciembre de 1865 y murió el 9 de agosto de 1945, fue un jugador de golf y jugador de tenis estadounidense. Ha ganado el título olímpico en el golf durante los Juegos Olímpicos de París en 1900.
Durante los Juegos Olímpicos de 1900, Sands ha participado en torneos de golf y tenis en el primera disciplina que ganó la medalla de oro, mientras que en el segundo es eliminado en la primera ronda en singles y dobles. Ocho años más tarde, él se alineó con el juego de tenis de los Juegos Olímpicos de 1908, pero fue eliminado en la primera ronda.